# Lyme, Connecticut
Lyme este o municipalitate urbană de ordin doi, un târg din Noua Anglie situat în comitatul New London, statul Connecticut, Statele Unite ale Americii. Populația localității fusese de 2.016 locuitori la data recensământului din anul 2000. Lyme și târgul vecin, Old Lyme, sunt cunoscute pentru generarea numelui unei boli infecțioase recunoscute abia în anii 1980, Boala Lyme.

## Geografie
Conform datelor culese de United States Census Bureau, localitatea are o suprafață totală de 89,32 km2 (ori 34.5 sqmi), dintre care 82,59 km2 (sau 31.9 sqmi) reprezintă uscat, iar restul de 7,73 km2 (ori 2.6 sqmi), adică 7,63 % este apă.

### Comunități principale
- Bill Hill
- Hadlyme
- Hamburg (town center)
- North Lyme

Alte comunități mai mici, respectiv alte zone locuite sunt Becket Hill, Brockway's Ferry (cunoscută și ca Brockway Landing), Brush Hill, Elys Ferry, Grassy Hill, Gungy, Joshuatown, Lord Hill, Mount Archer, Pleasant Valley, Rogers Lake West Shore, Sterling City și Tuttles Sandy Beach.

## Istoric
Partea teritoriului coloniei Saybrook situată la est de fluviul Connecticut a fost organizată sub numele de East Saybrook în februarie 1665. Această zonă este inclusă astăzi în două părți ale localității Lyme, Old Lyme și vestul East Lyme.
În anul 1667, Tribunalul general al [coloniei] Connecticut (conform, [The] Connecticut General Court) a admis formal schimbarea statutului plantației East Saybrook în cea de târg (în engleză town), Town of Lyme. Partea estică a târgului Lyme (la limita cu [The] Town of Waterford) s-a separat de Lyme și apoi a devenit East Lyme în 1823. Ulterior, porțiunea sudică a târgului Lyme (împreună cu Long Island Sound) s-a separat administrativ sub numele de South Lyme în 1855, fiind apoi redenumită Old Lyme în 1857.

## Demografie
| Registrarea votanților și înrolarea după afilierea de partid conform datelor culese până la 25 octombrie 2005 | Registrarea votanților și înrolarea după afilierea de partid conform datelor culese până la 25 octombrie 2005 | Registrarea votanților și înrolarea după afilierea de partid conform datelor culese până la 25 octombrie 2005 | Registrarea votanților și înrolarea după afilierea de partid conform datelor culese până la 25 octombrie 2005 | Registrarea votanților și înrolarea după afilierea de partid conform datelor culese până la 25 octombrie 2005 | Registrarea votanților și înrolarea după afilierea de partid conform datelor culese până la 25 octombrie 2005 |
| Partid politic Political Party                                                                                | Partid politic Political Party                                                                                | Votanți activi Active Voters                                                                                  | Votanți inactivi Inactive Voters                                                                              | Număr total de votanți Total Voters                                                                           | Procentaj Percentage                                                                                          |
| --- | --- | --- | --- | --- | --- |
| | Republican | 618 | 0 | 618 | 36.04% |
| | Democratic | 400 | 0 | 400 | 23.32% |
| | Neafiliați politic                                                                                            | 694 | 0 | 694 | 40.47% |
| | Partide minore                                                                                                | 3 | 0 | 3 | 0.17% |
| Total | Total | 1,715 | 0 | 1,715 | 100% |

## Locuri aflate în National Register of Historic Places
- Cooper Site (adăugat la 15 noiembrie 1987)
- Hadlyme North Historic District (adăugat la 8 decembrie 1988) -- Aflat la limita dintre CT 82, Town Street, Banning Road și Old Town Steet
- Hadlyme Ferry Historic District (adăugat la 21 decembrie 1994) -- 150, 151, 158, 159, 162-1, 162-2 Ferry Road
- Hamburg Bridge Historic District (adăugat la 10 aprilie 1983) -- aflat la intersecția dintre Joshuatown Road și Old Hamburg Road
- Hamburg Cove Site (adăugat la 15 noimbrie 1987)
- Lord Cove Site (adăugat la 15 noimbrie 1987)
- Selden Island Site (adăugat la 15 noimbrie 1987)
- Seventh Sister (adăugat la 31 iulie 1986) -- aflat la 67 River Road

## Rezidenți notabili
Unii dintre rezidenții notabili au locuit în porțiunea orașului care a devenit ulterior Old Lyme.
- Robert Ballard, oceanograf
- Joan Bennett (1910 – 1990), actriță de film și televiziune, înmormântată în localitate după decesul său petrecut în Scarsdale, statul  New York
- Hiel Brockway (? - 1842), fondator al localității Brockport, New York
- Zebulon Brockway (1827 – 1920), penolog, uneori numit " Părinte al reformelor închisorilor din Statele Unite " (conform, "Father of prison reform in the United States"), s-a născut în localitate.
- Dominic Dunne, autor faimos, a avut o casă în Hadlyme până la decesul său
- Ezra Lee (1749 – 1821), comandant al submarinului Turtle în timpul Războiului de Independență al Statelor Unite ale Americii și primul manevrant al unui submarin (conform, engleză world's first submariner)
- Matthew Griswold (1714 – 1799), guvernator al statului  Connecticut (1784 – 1786), s-a născut în Lyme
- Harry Holtzman (1912 – 1987), artist plastic abstract, a locuit în Lyme
- Beatrice Lillie, actriță canadian-americană, a avut o casă (în anii 1970), localizată pe Grassy Hill Road
- Roger Hilsman, erou al celui De-al doilea război mondial, diplomat și autor post-belic, a locuit mult timp în localitate
- William Brown Meloney (1905 – 1971) și Rose Franken, o echipă de scriitori soț-soție care a fost implicată în scrierea și producerea unor piese de teatru
- Robert Mulligan (1925 – 2008), regizor de film, cel mai cunoscut pentru filmul său Să ucizi o pasăre cântătoare (în original, To Kill a Mockingbird), care este ecranizarea romanului omonim al scriitoarei americane Lee Harper
- Jonathan Parsons (1705 – 1776), proeminent cleric al așa-numitei mișcări teologice "New Light", care a fost influențat de teologul Jonathan Edwards (în perioada când Edwards a predat la Universitatea Yale)
- Samuel Holden Parsons (1737 – 1789), Patriot activ al Revoluției Americane, respectiv general-maior (conform originalului brigidier general) al Armatei Continental, a fost născut în oraș
- Jedediah Peck (1748 – 1821), adesea cunoscut ca '"Părinte al sistemului de școli publice" (conform, "Father of the Common School System"} din statul  New York
- Ansel Sterling (1782 – 1853), un reprezentativ al Congresului Statelor Unite din partea statului  Connecticut, fratele lui Micah Sterling
- Micah Sterling (1784 – 1844), un reprezentativ al Congresului Statelor Unite din partea statului  New York, fratele lui Ansel Sterling
- Morrison Remick Waite (1816 – 1888), unul din cei șaptesprezece magistrații americani care a servit ca Magistrat Șef (conform originalului, Chief Justice of the United States) al Tribunalului Suprem al Uniunii între 1874 și 1888, a fost născut în localitate
- Wequash, lider nativ american, înmormântat în 1642